# I. e. 314
Évszázadok: i. e. 5. század – i. e. 4. század – i. e. 3. század
Évtizedek: i. e. 360-as évek – i. e. 350-es évek – i. e. 340-es évek – i. e. 330-as évek – i. e. 320-as évek – i. e. 310-es évek – i. e. 300-as évek – i. e. 290-es évek – i. e. 280-as évek – i. e. 270-es évek – i. e. 260-as évek
Évek: i. e. 319 – i. e. 318 – i. e. 317 – i. e. 316 –  i. e. 315 – i. e. 314 – i. e. 313 – i. e. 312 – i. e. 311 – i. e. 310 – i. e. 309

## Események

### Makedón Birodalom
- A birodalom ázsiai részét uraló Antigonoszhoz a makedóniai Kasszandrosz, a trákiai Lüszimakhosz, az egyiptomi Ptolemaiosz és a babiloni Szeleukosz követséget küld, követelve jelentős területek átadását. Antigonosz ezt megtagadja és megkezdődik a harmadik diadokhosz háború.
- Milétoszi Arisztodémosz meggyőzi az aitóliaiakat, hogy támogassák Antigonoszt.
- A Kasszandrosz oldalára átállt Alexandrosz (a hivatalos régens, Polüperkhón fia) elfoglalja a fellázadt Dümét. Röviddel később Sziküónban egy helyi lakos meggyilkolja. Seregeinek vezetését felesége, Krateszipolisz veszi át.
- Antigonosz csellel az udvarába hívatja a birodalom keleti felén jelentős hatalomra szert tett Peithónt és megöleti. Ezután megszállja a Ptolemaiosz uralma alatt lévő Szíriát, Türoszt pedig ostrommal veszi be.
- Antigonosz szabadságot ígér a görög városoknak, támogatásukért cserébe; az égei-tengeri szigetek szövetsége már az ő oldalára állt. Kasszandrosz elfoglalja és elpusztítja az aitóliai Agrinio városát.

### Róma
- Marcus Poetelius Libót és Caius Sulpicius Longust választják consulnak. A consulok folytatják Sora ostromát, amely egy helyi lakos árulása révén a kezükre kerül.
- A vesztes lautulaei csata hírére elpártol Rómától Luceria, Capua és az ausonok népe. Az ausonok három városa árulás miatt elesik, a rómaiak nagy vérengzést rendeznek bennük. Luceriát rohammal elfoglalják, lakóit és a szamnisz szövetségeseiket megölik, a városba római telepeseket küldenek.
- A capuai összeesküvés kivizsgálására Caius Maeniust dictatorrá nevezik ki. A dictator római nemeseket is letartóztat, míg végül az általános felháborodás hatására lemond tisztségéról.
- A két consul legyőzi a Capua elpártolásának hírére a közelbe érkező szamnisz sereget, majd ostrom alá veszik Bovianumot.[1]

### Kína
- Csou Nan-vang kerül a Csou-dinasztia élére.

## Halálozások
- Xenokratész, görög filozófus, az athéni Akadémia vezetője
- Aiszkhinész, athéni politikus és szónok
- Alexandrosz (Polüperkhón fia)

## Fordítás
- Ez a szócikk részben vagy egészben  a(z)   314 BC című angol Wikipédia-szócikk ezen változatának fordításán alapul.  Az eredeti cikk szerkesztőit annak laptörténete sorolja fel. Ez a jelzés csupán a megfogalmazás eredetét és a szerzői jogokat jelzi, nem szolgál a cikkben szereplő információk forrásmegjelöléseként.